# Nicco Montaño
Nicco Montaño, née le 16 décembre 1988 à LeChee en Arizona, est une pratiquante américaine d'arts martiaux mixtes (MMA). Elle fut la première championne des poids mouches de l'Ultimate Fighting Championship, de décembre 2017 à septembre 2018.

## Biographie

### Jeunesse
Nicco Montaño naît le 16 décembre 1988 à LeChee en Arizona. Ses parents ayant divorcés, elle est elevée par sa mère, d'ethnie navajo et chicacha, et sa grand-mère à Lukachukai, à l'intérieur de la Nation navajo. Son père, Frankie Montaño, ancien boxeur devenu entraîneur et promoteur, décède en 2006.
Antérieurement à sa carrière dans le MMA, elle a exercé les métiers de maître nageuse et de professeure de yoga.

### Carrière en arts martiaux mixtes

#### Débuts (2015-2017)
Après cinq victoires remportées sur le circuit amateur, Nicco Montaño s'engage avec le King of the Cage (KOTC). Elle remporte le titre des poids mouches de la fédération en octobre 2016.

#### Parcours au sein de l'Ultimate Fighting Championship (2017-2021)
Nicco Montaño est appelée à participer à la 26e édition de The Ultimate Fighter, laquelle déterminera la championne inaugurale des poids mouches de l'Ultimate Fighting Championship (UFC). Membre de l'équipe Alvarez, Montaño défait successivement Lauren Murphy (en), Montana Stewart (en), puis l'ancienne championne du Invicta FC Barb Honchak (en) pour avancer en finale. La co-finaliste Sijara Eubanks (en) se retire du combat quelques jours avant la date de la finale dû à une insuffisance rénale, et Montaño affronte dès lors la demi-finaliste Roxanne Modafferi (en). Le soir de la finale, Montaño triomphe de Modafferi pour devenir la première championne des poids mouches de la fédération. 
Sa première défense de titre est prévue pour l'UFC 228, le 8 septembre 2018, face à la péruviano-kirghize Valentina Shevchenko. Cependant, Montaño annonce se retirer du combat la veille pour des raisons de santé,. En conséquence, couplé au fait qu'elle pesait 20 livres (~9 kg) au-dessus de la limite de poids autorisée, l'UFC la destitue du titre des poids mouches,.
Le 13 juillet 2019, elle perd face à Julianna Peña via décision unanime.
Alors qu'elle doit faire face à la chinoise Wu Yanan (en) le 31 juillet 2021, Montaño se présente à la pesée d'avant combat avec 7 livres (~3 kg) de plus que la limite autorisée, poussant la fédération a annulé le combat. À la suite de cette annulation, la dernière d'une longue série pour Nicco Montaño, l'UFC se sépare de l'ancienne championne,.

## Palmarès en arts martiaux mixtes
| 7 combats      | 4 victoires | 3 défaites |
| Par KO         | 2           | 0          |
| Par soumission | 0           | 0          |
| Sur décision   | 2           | 3          |

| Résultat | Record | Adversaire        | Méthode              | Événement                                         | Date              | Round | Temps | Lieu                                     | Notes                                                              |
| -------- | ------ | ----------------- | -------------------- | ------------------------------------------------- | ----------------- | ----- | ----- | ---------------------------------------- | ------------------------------------------------------------------ |
| Défaite  | 4-3    | Julianna Peña     | Décision unanime     | UFC Fight Night: De Randamie vs. Ladd             | 13 juillet 2019   | 3     | 5:00  | Sacramento, Californie, États-Unis       |                                                                    |
| Victoire | 4-2    | Roxanne Modafferi | Décision unanime     | The Ultimate Fighter: A New World Champion Finale | 1er décembre 2017 | 3     | 5:00  | Las Vegas, Nevada, États-Unis            | Remporte le titre des poids mouches de l'UFC. Combat de la soirée. |
| Défaite  | 3-2    | Julia Avila       | Décision unanime     | HD MMA 7: Avila vs. Montaño                       | 7 janvier 2017    | 3     | 5:00  | Oklahoma City, Oklahoma, États-Unis      | Pour le titre des poids coqs du HD MMA.                            |
| Victoire | 3-1    | Jamie Milanowski  | TKO (coups de poing) | KOTC: Social Disorder                             | 8 octobre 2016    | 4     | 4:34  | Sloan, Iowa, États-Unis                  | Remporte le titre des poids mouches du KOTC.                       |
| Victoire | 2-1    | Shana Dobson      | Décision unanime     | KOTC: Will Power                                  | 13 août 2016      | 3     | 5:00  | Albuquerque, Nouveau-Mexique, États-Unis |                                                                    |
| Défaite  | 1-1    | Pam Sorenson      | Décision partagée    | KOTC: Frozen War                                  | 20 février 2016   | 3     | 5:00  | Walker, Minnesota, États-Unis            |                                                                    |
| Victoire | 0-1    | Stacey Sigala     | TKO (coups de poing) | KOTC: Evolution                                   | 20 novembre 2015  | 1     | 4:15  | Albuquerque, Nouveau-Mexique, États-Unis |                                                                    |